# 追分站 (滋賀縣)
追分站（日语：／ Oiwake eki */?）是一個位於日本滋賀縣大津市追分町，屬於京阪電氣鐵道京津線的停留場。车站号码是OT33。本站是滋賀縣所有鐵路車站當中最西端的車站。

## 历史
- 1912年（大正元年）8月15日-京津电气轨道三条大桥-札ノ辻（后废止）之间开通时开业。
- 1925年（大正14年）2月1日-因公司合并成为京阪电气铁道京津线的车站。
- 1932年（昭和7年）2月16日-国道1号的改修工程从并用轨道开始专用轨道化。
- 1943年（昭和18年）10月1日-因公司合并成为京阪神急行电铁（阪急电铁）的车站。
- 1949年（昭和24年）12月1日-由于公司分离，再次成为京阪电气铁道的车站。
- 1974年（昭和49年）10月17日-伴随着西大津旁路的高速公路出入口设置·国道1号的扩大工程，在追分车站附近的线路向北移动约15米的转移工程中举行了奠基仪式。
- 1979年（昭和54年）9月20日-新车站开始使用。
- 1996年（平成8年）11月14日-800系电车将站台延长至4节编组用的西侧。
- 2002年（平成14年）3月1日-为了在京津线导入“スッとKANSAI”系统，设置了自动检票机、结算机，开始使用。
- 2007年（平成19年）4月1日-可以使用IC卡“PiTaPa”。
- 2013年（平成25年）9月15日-台风18号的暴雨导致地下通道被水淹没。

## 車站構造
是拥有相对式2面2线站台的地上车站。铁路的地下和车站南侧的国道1号的地下，南北自由通道与站台相连。因为上下线的检票口是独立的，所以在检票口内站台之间不能来往。另外，检票口在各站台的海滨大津附近。
车站工作人员通常在京都方向的检票口，到达琵琶湖浜大津方向的队列车时会绕到对面站台的检票口进行集票。但是，工作日从早上高峰到下午到晚上，周六休息日只在白天配备。除此之外的时间段是无人的。另外，自动检票机没有开闭式，IC卡的读卡器也另外设置。
也有说是大津绘的发祥地，在对应800系改良了主页的时候，在主页屋顶的壁面上各挂着两张大津绘的复制品。

### 月台
| 月台 | 路線    | 方向 | 目的地                                 | 備注                                       |
| ---- | ------- | ---- | -------------------------------------- | ------------------------------------------ |
| 北側 | ▲京津線 | 上行 | 琵琶湖濱大津、石山寺、坂本比叡山口方向 | 石山寺、坂本比睿山口方向换乘琵琶湖滨大津站 |
| 南側 | ▲京津線 | 下行 | 京阪山科、地下鐵東西線三條京阪方向     | 从御陵站直通地铁东西线                     |

※两个站台的有效长度为4个。没有设定乘坐地号码。

## 相鄰車站
京阪電氣鐵道
▲京津線
四宮（OT32）－追分（OT33）－大谷（OT34）

## 外部連結
- 追分 - 京阪電氣鐵道